# Theodor II. Muzaka

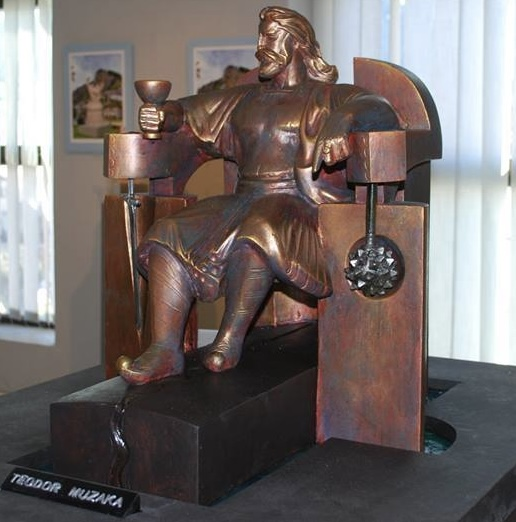
Theodor II. Muzaka, Skulpturenkomplex in Berat

Theodor II. Muzaka (auch Theodor II. Musachi, Musa Arbana; * 1337; † nach 1389) war ein albanischer Fürst.

## Leben
Theodor Muzaka entstammte der vornehmen, im zentralen Albanien begüterten Adelsfamilie Muzaka. Sein Vater Andrea II. Muzaka war der Gründer des Fürstentums Muzakaj mit der Hauptstadt Berat, das von 1335 bis 1444 bestand.

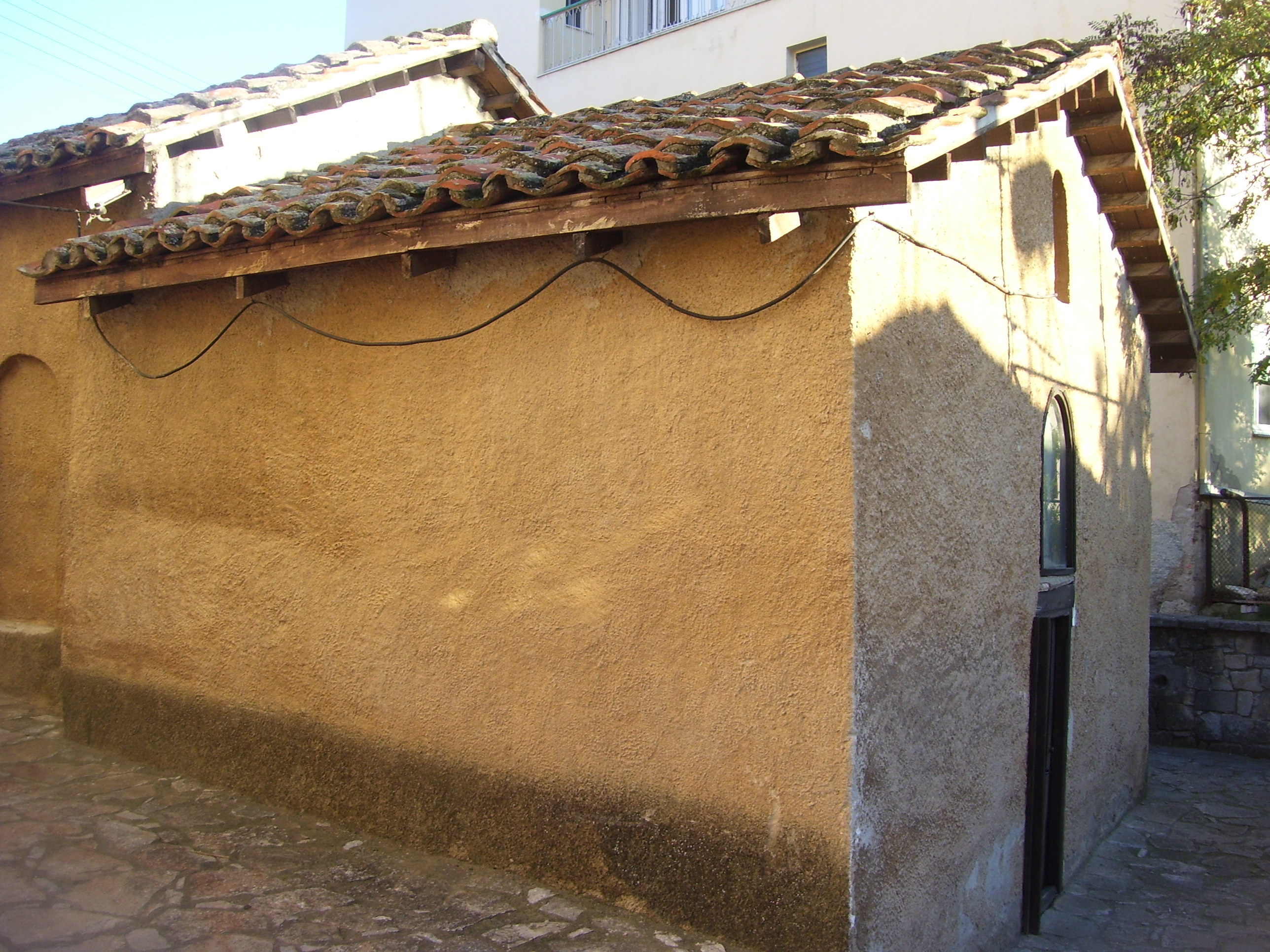
St. Athanasius von Muzaka Kirche in Kastoria

1372 trat Theodor die Nachfolge seines verstorbenen Vaters im Fürstentum Muzakaj an. Die Hauptstadt des Fürstentums, Berat, war 1345 zusammen mit  Valona durch den serbischen Heeresführer Kersak an die Serben gefallen. In Berat wurde 1346 Johannes Komnenos Asen, der Schwager des serbischen Zars Stefan Uroš IV. Dušan, dort als Gouverneur eingesetzt. Berat sollte erst wieder 1396 unter die Kontrolle der Familie Muzaka kommen.
Zwischen 1383 und 1384  ließ Theodor II. zusammen mit seinem Bruder Stoya und dem Mönch Dionysius eine griechisch-orthodoxe Kirche (St. Athanasius von Muzaka Kirche) in Kastoria errichten, die  Athanasius dem Großen gewidmet wurde.

### Die anti-osmanische Koalition
Im Bewusstsein der osmanischen Bedrohung schlossen sich einige albanische Fürsten der 1359  gegründeten christlichen anti-osmanische Balkankoalition an, wobei Meinungsverschiedenheiten zwischen Albanern, Bosniaken, Bulgaren, Walachen, Serben, Ungarn und Dalmatinern  für einen gemeinsamen Feind übergangen worden waren. So besiegten Gjergj II. Balšić und Theodor II. Muzaka im Bündnis mit dem serbischen König Lazar Hrebeljanović und dem von Bosnien, Tvrtko I., die Osmanen im Jahr 1387 in Schlacht bei Pločnik.
Zwei Jahre später kämpften Gjergj II. Balšić, Theodor II. Muzaka, Dhimitër Jonima und Pal Kastrioti mit seinem Sohn Gjon I. Kastrioti  (Vater von Skanderbeg) in der als „Völkerschlacht“ bekannten Schlacht auf dem Amselfeld (15. Juni 1389) unweit von Priština am Flusslauf des Lab im heutigen Kosovo. Eine ausführlichere Darstellung der Schlacht basiert auf osmanische Quellen, die den albanischen Heerführern ein organisiertes Kontingent zuschreibt, das ¼ der gesamten Balkankoalition ausmachte. Die osmanische Armee bestand größtenteils aus serbischen Milizen, die von Sultan Murad I. in Mazedonien angeworben wurden.
Die Koalition der balkanischen Völker unterlag dem Sultan des Osmanischen Reiches, Murad I. Am Tag nach der unglücklichen Schlacht zogen sich die drei überlebenden albanischen Fürsten Gjergj II. Balšić, Theodor II. Muzaka unter der Führung von Gjon I. Kastrioti in ihre Grenzen zurück. Sie waren in der Lage, den Osmanen zu widerstehen und eine christliche albanische Entität zu gründen, die sich von der Südgrenze von Ragusa bis zum Golf von Patras erstreckte.

## Nachkommen
Nach Carl Hermann Friedrich Johann Hopf hatte Theodor einen Sohn:
- Nicola, Herr des Devolltals
  - Pietro ⚭ Angelina
    - Hassan († 1614), Muslim, Pascha von Romania
    - Andrea (blind?; † 1389),[12] Herr von Gopeš ⚭ Comita Matarango von Gora
      - Anna (Kyranna) ⚭ Haidarbeg von Svirini
      - Hassanbeg

## Herrschaftsnachfolge
Als die Fürstin von Valona, Comita Muzaka († 1396; Witwe von Balša II. und Schwester von Theodor II.), 1389 gegen ihren Neffen Nicola Krieg führte, wurde dieser gefangen genommen. Seine Gefolgsleute wollten den Turm „turris Pirgi“ mit Zollamt an der Mündung des Seman erst dann übergeben, wenn Nicola freigelassen wurde. Beide Parteien traten den Turm provisorisch dem venezianischen Baila von Korfu ab, der ihn nach der Freilassung Nicolas im Jahr 1390 Comita Muzaka mit der Verpflichtung übergab, jährlich drei Matrosen für die Flotte von Korfu zu stellen.
Nach dem Tod von Theodor II. (Datum unbekannt) ging die Herrschaft im Fürstentum Muzakaj auf seinen Neffen Theodor III. Muzaka über. Dies konnte nur geschehen, weil sein einziger Sohn Nicola zum Zeitpunkt schon tot gewesen sein muss oder von seiner Tante Comita Muzaka gefangengehalten wurde.